# Sickle Ridge
Sickle Ridge är en bergstopp i Antarktis. Den ligger i Östantarktis. Nya Zeeland gör anspråk på området. Toppen på Sickle Ridge är 2 449 meter över havet, eller 45 meter över den omgivande terrängen. Bredden vid basen är 1,5 km.
Terrängen runt Sickle Ridge är kuperad åt sydost, men åt nordväst är den bergig. Trakten är obefolkad. Det finns inga samhällen i närheten.